# Adenophora liliifolia
Adenophora liliifolia là loài thực vật có hoa trong họ Hoa chuông. Loài này được Carl Linnaeus mô tả khoa học đầu tiên năm 1753 dưới danh pháp Campanula liliifolia. Năm 1830 Alphonse Pyramus de Candolle chuyển nó sang chi Adenophora.